# Honda RS 125 R
La sigla RS 125 R ha caratterizzato le motociclette da competizione della casa Honda a partire dal motomondiale 1987 e ha contraddistinto vari modelli molto diversi tra loro nell'arco di più di un ventennio.

## Il contesto
In previsione delle nuove regole che avrebbero vietato i propulsori bicilindrici a partire dal motomondiale 1988, Honda presentò nel 1987 il nuovo modello con motore monocilindrico a due tempi che venne portato in gara da Ezio Gianola.
Pur dovendo confrontarsi con modelli ormai rodati delle case italiane Garelli e MBA alla sua prima partecipazione ottenne con Gianola un 6º posto finale in classifica.
Già dalla stagione successiva il modello, oltre che essere seguito in gara dall'emanazione ufficiale della casa Honda Racing Corporation, venne messo a disposizione di team e piloti privati e ottenne la prima vittoria in un gran premio, grazie a Gianola che si aggiudicò la prova disputata in Germania. Nella classifica finale però la prima Honda presente lo fu solo al secondo posto con Gianola e la stessa cosa si ripeté nel 1989 quando il secondo posto fu appannaggio di Hans Spaan. Honda si dovette accontentare in quest'ultimo caso di aggiudicarsi il titolo costruttori.

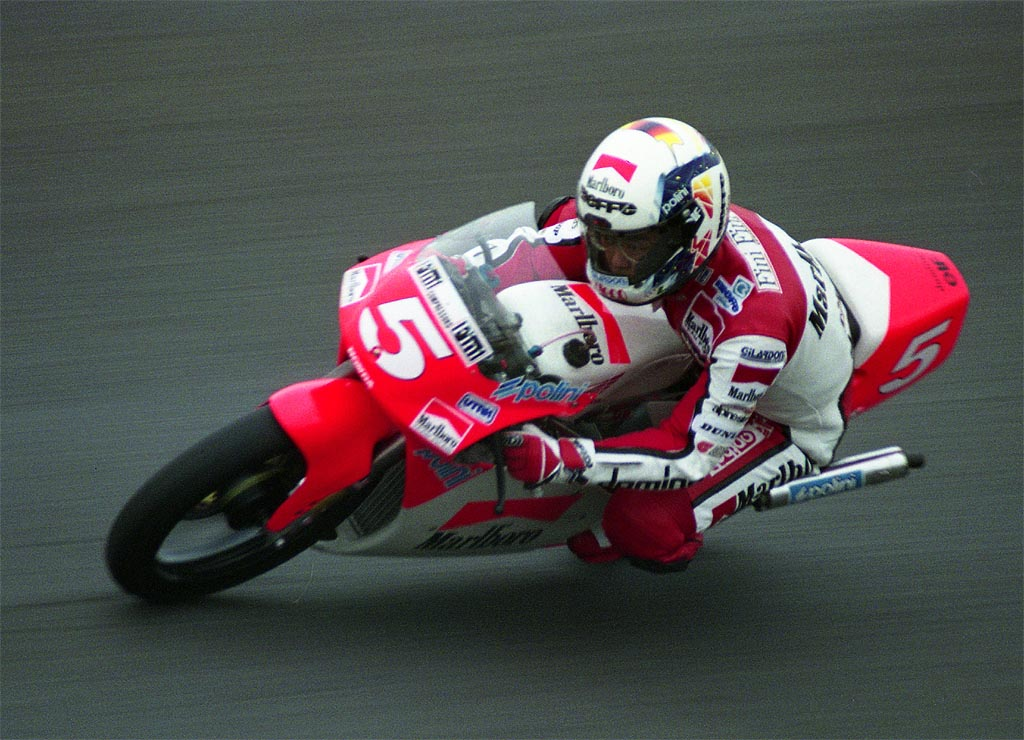
Noboru Ueda sulla RS 125 R nel motomondiale 1992.

Perché potesse aggiudicarsi il titolo mondiale piloti bisognò però attendere il motomondiale 1990 quando la RS condotta da Loris Capirossi ottenne il titolo, seguita peraltro da altre 4 Honda. L'anno seguente Capirossi bissò il titolo, seguito dal compagno di squadra nel Team Pileri Fausto Gresini e da Ralf Waldmann, tutti sulla stessa moto.
Nel frattempo il propulsore, con cilindrata di 124 cm³ e misure di corsa e alesaggio di 54 x 54,5 mm, dagli iniziali 34 cv alla ruota dichiarati, era passato progressivamente ai 40 cv erogati a 12.500 giri. Ai piloti privati veniva messa a disposizione una versione standard della moto che poteva essere abbinata a due tipi di kit di potenziamento; il migliore dei due era solitamente riservato a quei team che godevano di un appoggio ufficiale preferenziale.
Dopo un anno, il 1992 in cui il titolo era andato ad un pilota dotato di Aprilia, il terzo alloro iridato venne nel motomondiale 1993 con Dirk Raudies che precedette altri due piloti equipaggiati dalla RS 125.
Con continue evoluzioni il modello ottenne altri successi nel campionato mondiale, oltre che in varie altre serie di competizioni continentali e nazionali; dopo che nel 1994 Honda si aggiudicò il titolo costruttori ma non quello piloti, nel 1995 e nel 1996 fu la volta di Haruchika Aoki di aggiudicarsi due edizioni consecutive del mondiale classe 125; nel motomondiale 1999 il titolo andò invece ad Emilio Alzamora, nel 2003 a Daniel Pedrosa e nel 2004 ad Andrea Dovizioso.

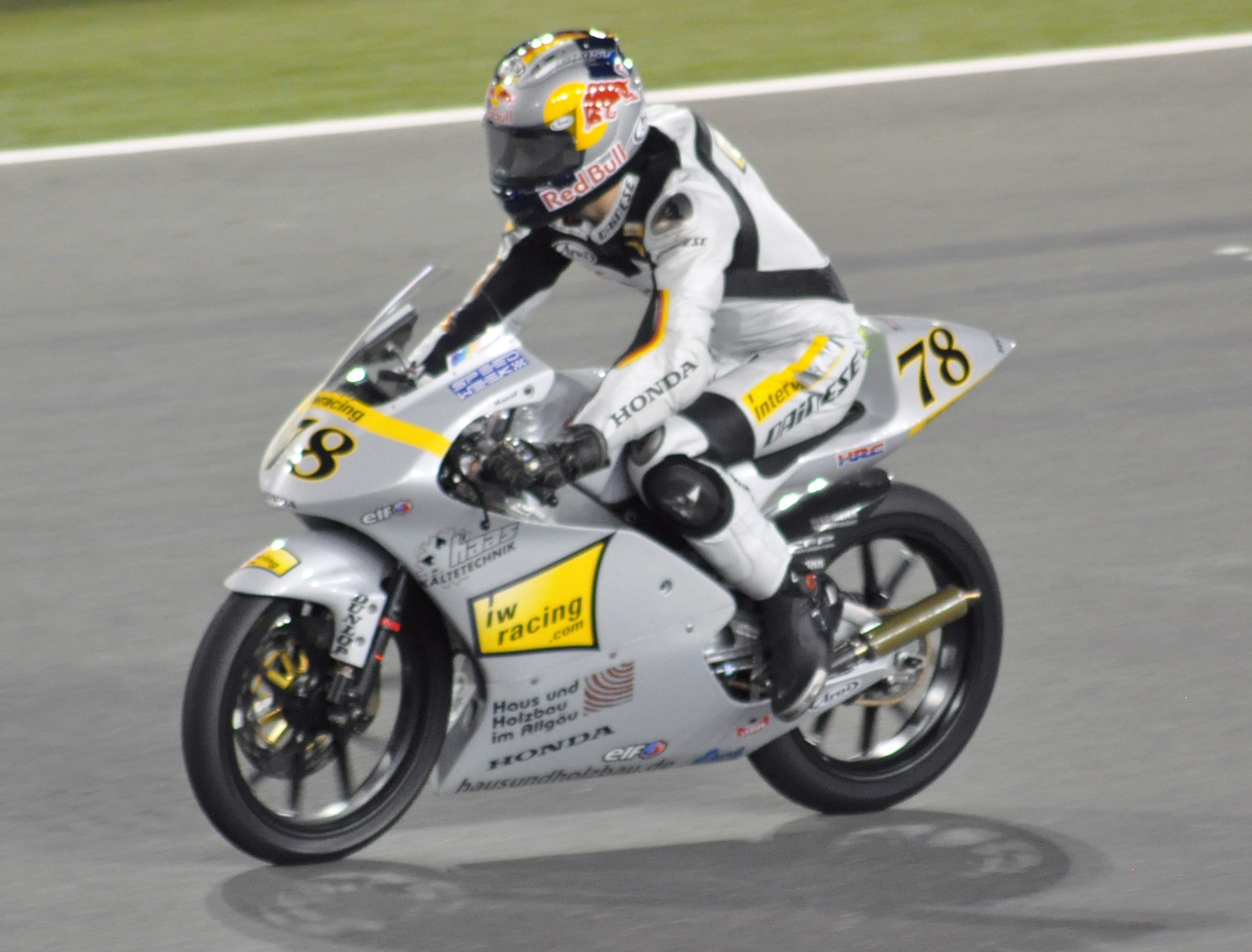
La versione 2010 della RS 125 R

In mezzo ai successi singoli dove la casa giapponese aveva sempre abbinato anche il titolo costruttori, un altro titolo riservato ai produttori venne ottenuto nel motomondiale 2000.
L'ultimo dei 9 titoli mondiali individuali ottenuti dalla RS 125 R fu quello del motomondiale 2005 e a vincerlo fu Thomas Lüthi con il Paddock Grand Prix. Dopo il trittico di vittorie consecutive iniziò però il disimpegno progressivo di HRC da questa classe preferendo incentrarsi sulle gare delle cilindrate maggiori; furono però al via delle successive edizioni del motomondiale numerose RS gestite da team privati.
Le ultime presenze registrate in gara dalla RS 125 R sono del motomondiale 2010 con Marcel Schrötter, ma già la Honda aveva diffuso la notizia che era stata interrotta la vendita dei ricambi per questo modello.
La carriera della RS 125 R si conclude pertanto con 11 titoli mondiali costruttori e 9 titoli piloti individuali.